# Перфторкарбонові кислоти

, приклад перфторованої карбонової кислоти (PFCA)

Перфторовані карбонові кислоти (ПФКК) або перфторкарбонові кислоти — органічні сполуки з формулою CnF(2n + 1)CO2H. Найпростіший приклад ПФКК — трифлуороцтова кислота. Ці сполуки є фторорганічними аналогами звичайних карбонових кислот, але вони міцніші на декілька одиниць рКа і мають велику гідрофобність.

## Застосування та виготовлення
Трифлуороцтова кислота — широко застосовувана кислота, яка використовується, наприклад, для синтезу пептидів. Її складні ефіри використовуються в аналітичній хімії. Перфторовані карбонові кислоти з довшими ланцюгами (5-9) використовуються як фторповерхнево-активні речовини та емульгаторами, що використовуються у виробництві тефлону та споріднених фторполімерів.
Ці сполуки зазвичай отримують шляхом електрохімічного фторування фторидів карбонової кислоти з подальшим гідролізом:
CnH(2n + 1)COF + (2n+1)HF → CnF(2n + 1)COF + (2n + 1) H2
C nF(2n + 1)COF + H2O → CnF(2n + 1)CO2H + HF

## Шкідливість
Великі ПФКК, такі як перфтороктанова кислота, перебувають під пильним наглядом, оскільки вони накопичуються в організмі, хоча незрозуміло, чи є вони канцерогенні. Коротколанцюгові ПФКК утворюються внаслідок атмосферного окислення сполук фторотеломерів та замінників хлорфторвуглеводнів, заборонених Монреальським протоколом.